# Natalia Andriolli
Natalia Andriolli z d. Tarnowska (ur. 8.07.1856, zm. 1912 w Osinach) – rzeźbiarka i malarka. Znana z neoklasycystycznych rzeźb portretowych, kompozycji rodzajowych i ceramiki artystycznej. Tworzyła głównie w Paryżu. Żona Michała Elwira Andriollego.

## Życiorys
Córka Adama Tarnowskiego herbu Rolicz i Anieli Skrzyńskiej. Miała siedmioro rodzeństwa. Już w latach dziecięcych wykazywała zdolności artystyczne. W 1877 poślubiła starszego o 19 lat Michała Elwira Andriollego. Na ich związek silnie wpłynęła śmierć dwuletniej córki Marii w 1878 roku. Pomimo wspólnego wyjazdu do Paryża, ich małżeństwo zakończyło się rozwodem w 1887 r. orzeczonym z winy męża.
Natalia Andriolli powróciła do Polski pod koniec lat 90. XIX wieku z powodu śmierci siostry, której czwórką dzieci się zaopiekowała. W 1905 roku wyszła ponownie za mąż za Klemensa Fryderyka Micznikowskiego, a do końca życia sygnowała się nazwiskiem Andriolli-Miecznikowska. W 1899 na stałe przeniosła się do rodzinnego majątku Osiny.

## Twórczość

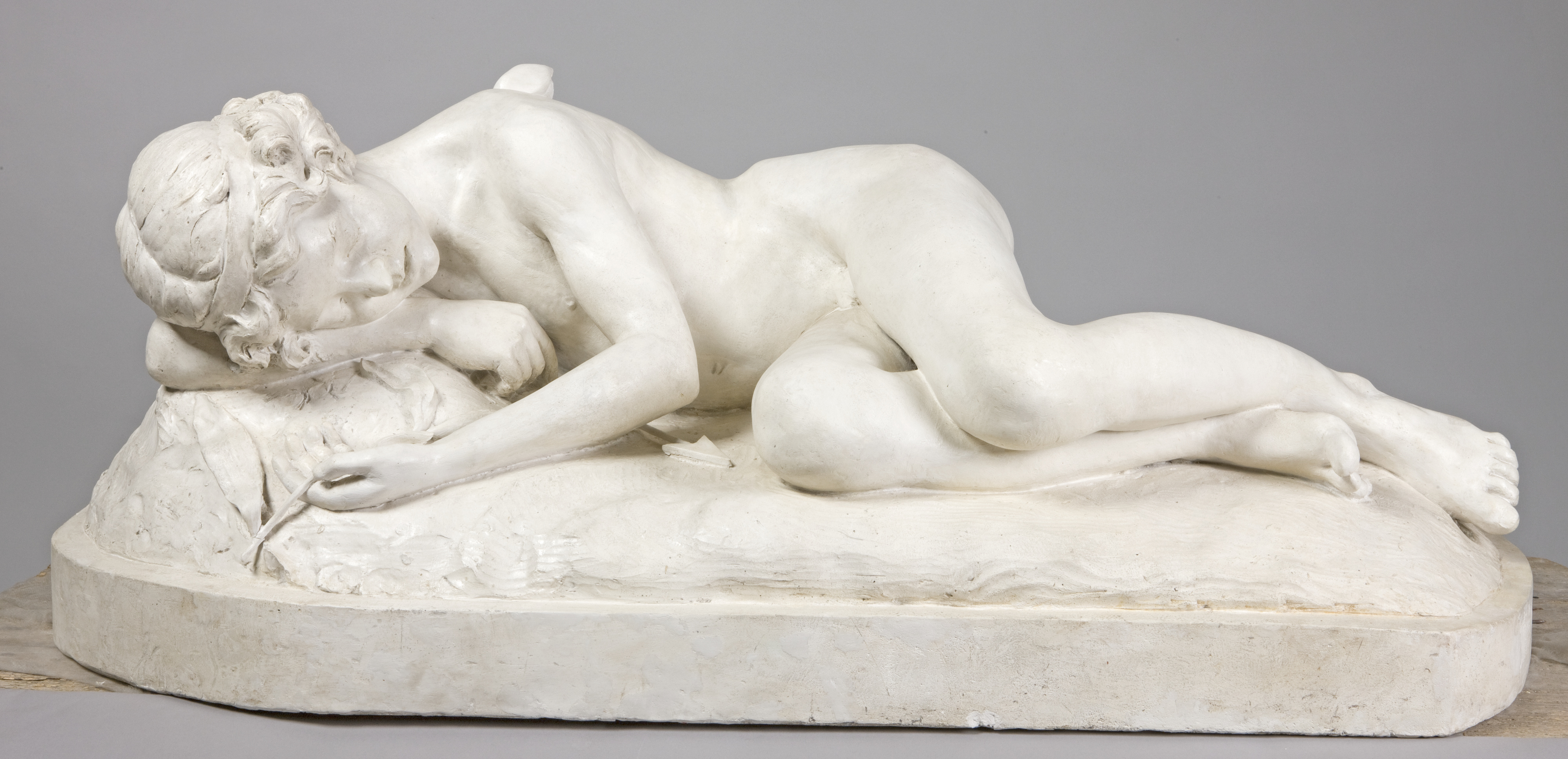
Śpiący amor z Lilią, Paryż 1896, Muzeum Narodowe w Krakowie

Jej pierwszym nauczycielem był Wojciech Gerson. Swoją działalność artystyczną rozwinęła jednak dopiero w Paryżu, po rozwodzie z Andriollim. Swoje pierwsze prace, szkice, wysyłała na wystawy już w 1886 roku, zaś pierwsze rzeźby z gliny palonej na Wystawę Przemysłową w 1888. W prasie pisano o nich:

zręcznie obmyślane, lecz bronzowanie gliny a szczególniej malowanie nie równie gorsze sprawia wrażenie.

Również w tym samym roku wstąpiła do Academie Collarossi, gdzie studiowała malarstwo i rzeźbę pod kierunkiem Henri Chapu, Jean-Antoine Injalberta, Edme-Antony-Paula Noëla i Louis-Auguste’a Roubauda. Ostatecznie założyła własną pracownię rzeźbiarską. Swoje dzieła odlewała przeważnie z gipsu.
W 1890 roku, jako jedna z dwóch Polek wysłała swoje prace na wystawę w Berlinie, Lirnika i Wiosnę. Były one później wystawiane również w Salonie Towarzystwa Zachęty Sztuk Pięknych w Warszawie. Dwa lata później jej rzeźby wystawiono na salonie paryskim: Nagą modelkę i Postać wieśniaka, gdzie zwłaszcza ta druga zyskała pochlebne recenzje. W 1896 na wystawie Paris-Province przy Avenue del’Opera zdobyła złoty medal za Śmieszkę.
Złoty medal na salonie paryskim zdobyła także w 1896 roku za rzeźbę Śpiący Amor (Amor z lilią), która do dzisiaj pozostaje jedną z jej najważniejszych i najbardziej rozpoznawalnych prac. Widać w niej inspiracje klasycyzmem Antonio Canovy, jak i wpływy bardziej jej współczesnego sentymentalizmu.
Po powrocie do Polski w 1898 otworzyła pracownię rzeźbiarską w Częstochowie i w Warszawie. Jej ostatnie prace były wyłącznie religijne. Wykonała m.in. sukienkę do obrazu Matki Boskiej Częstochowskiej.

## Udział w wystawach
- Wystawa Przemysłowa w Warszawie, 1888
- Wystawia Powszechna w Paryżu, 1889[1]
- Salon Paryski 1890 (wyróżnienie), Naga modelka, Postać wieśniaka, 1892, 1894, 1895, Amor z lilią (złoty medal),1896[4]
- Portret młodej kobiety, wystawa l’Union des Femmes Peintres et Sculpteurs w Palais de l’Industrie, Paryż 1890
- Dwie stokrotki (Deux Marguerites), Siłacz, Syrena, Exposition Internationale Le Blanc et le Noir, Paryż 1892
- Autoportret (nagroda), Śmieszka (La Rieuse) (złoty medal), Popiersie prof. Józefa Korzeniowskiego (nagroda), Konkurs Paris-Province, Paryż 1896
- Grajek wioskowy, Wiosna, Internationale Kunst-Ausstellung, Berlin 1891[1]